# 8 ذو الحجة
- السبت
- الأحد
- الاثنين
- الثلاثاء
- الأربعاء
- الخميس
- الجمعة

- 2624 مايو 2025
- 2725 مايو 2025
- 2826 مايو 2025
- 2927 مايو 2025
- 128 مايو 2025
- 229 مايو 2025
- 330 مايو 2025
- 431 مايو 2025
- 51 يونيو 2025
- 62 يونيو 2025
- 73 يونيو 2025
- 84 يونيو 2025
- 95 يونيو 2025
- 106 يونيو 2025
- 117 يونيو 2025
- 128 يونيو 2025
- 139 يونيو 2025
- 1410 يونيو 2025
- 1511 يونيو 2025
- 1612 يونيو 2025
- 1713 يونيو 2025
- 1814 يونيو 2025
- 1915 يونيو 2025
- 2016 يونيو 2025
- 2117 يونيو 2025
- 2218 يونيو 2025
- 2319 يونيو 2025
- 2420 يونيو 2025
- 2521 يونيو 2025
- 2622 يونيو 2025
- 2723 يونيو 2025
- 2824 يونيو 2025
- 2925 يونيو 2025
- 126 يونيو 2025
- 227 يونيو 2025

8 ذو الحجَّة أو 8 ذو الحجَّة الحرام أو يوم 8 \ 12 (اليوم الثامن من الشهر الثاني عشر) هو اليوم الثالث والثلاثون بعد الثلاثمائة (333) من أيَّام السنة (أو الرابع والثلاثون بعد الثلاثمائة لو كان شهر رمضان مُتممًا لليوم الثلاثين أو الخامس والثلاثون بعد الثلاثمائة لو أتم كلاً من صفر وربيع الآخر وجمادى الآخرة وشعبان ورمضان ثلاثين يوماً) وفق التقويم الهجري القمري (العربي). يبقى بعده 21 أو 22 يومًا لانتهاء السنة.

## أحداث
- 9 هـ - تشريع يوم التروية، حيث ينطلق الحجيج فيه إلى منى، فيحرم المتمتع بالحج، أما المفرد والقارن فهما على إحرامهما، ويبيتون بمنى اتباعًا للسنة، ويصلون فيها خمس صلوات: الظهر والعصر والمغرب والعشاء وفجر يوم عرفة.
- 60 هـ - إعدام مسلم بن عقيل ابن عم الحسين بن علي وإلقاء جثته من فوق قصر الإمارة بالكوفة.
- 60 هـ - انطلاق الحسين بن علي من مكة متوجّهاً إلى الكوفة، التي وقعت فيها معركة كربلاء يوم 10 المحرم.
- 169 هـ - وقوع موقعة فخ بين الجيش العباسي والثوار العلويين.
- 317 هـ - زعيم القرامطة أبو طاهر القرمطي يدخل مكة، ففعل بها الأفاعيل، وقتل في الناس قتلا ذريعًا، ونهب الأمول، وقلع الحجر الأسود وأنفذه إلى هجر في الأحساء، وطرح جنائز القتلى في بئر زمزم، وصعد على الكعبة وجعل يقول شعرًا: «أنا بالله وبالله أنا...يخلق الخلق وأفنيهم أنا».
- 983 هـ - العثمانيون يدخلون مدينة فاس، ويعلنون عبد الملك الأول السعدي سلطانًا على فاس باسم الدولة العثمانية. وقد بدأ مولاي عبد الملك حركة تحديث في فاس، مستفيدًا من تبعية عرشه للعثمانيين، فأصلح الجيش ونظّمه على الطريقة العثمانية، واستقدم له المعدات والتجهيزات الحديثة في تلك الفترة.
- 1284 هـ - الدولة العثمانية تشكل «مجلس شورى الدولة»، في إطار خطة العثمانية بالإصلاح الإداري للدولة وتحديثها، واعتنى هذا المجلس بأمور الدولة الإدارية.
- 1332 هـ - الدولة العثمانية في عهد حكومة الاتحاد والترقي تشن هجومًا على مرافئ روسيا على البحر الأسود، الأمر الذي دفع كلاًّ من بروسيا وفرنسا وبريطانيا إلى إعلان الحرب على الدولة العثمانية.
- 1336 هـ - الجيش التاسع العثماني الذي يقوده «نوري باشا» يحتل مدينة باكو في أذربيجان أثناء الحرب العالمية الأولى، ويتمكن من الوصول إلى حدود بحر الخزر.
- 1373 هـ - الإعلان عن تأسيس منظمة المؤتمر الإسلامي.
- 1382 هـ - الأمم المتحدة تنهي وصايتها على غينيا الجديدة التي تعرف باسم «إيريان الغربية»، وهي تقع في إندونيسيا وتسمى «إيريان جايا»، وتسود بها بعض المشاكل العرقية حيث تسعى للانفصال وتكوين دولة مستقلة.
- 1384 هـ - مناوشات عسكرية حدودية بين الهند وباكستان وذلك في بداية الحرب الثانية بينهم.
- 1394 هـ - 59% من سكان جزر القمر يؤيدون في استفتاء الاستقلال عن فرنسا.
- 1391 هـ - انقلاب في إمارة الشارقة قام به حاكم الإمارة السابق الشيخ صقر بن سلطان القاسمي وذلك لاسترداد الحكم من ابن عمه الشيخ خالد بن محمد القاسمي، وقد أدى الانقلاب إلى مقتل الشيخ خالد وتسلم الشيخ صقر للحكم مرة أخرى.
- 1397 هـ - الرئيس المصري محمد أنور السادات يزور إسرائيل ويلقي خطابًا بمقر الكنيست في القدس.
- 1412 هـ - اغتيال المفكر العلماني فرج فودة من قِبَل الجماعة الإسلامية.
- 1422 هـ - النيران تلتهم قطاراً وتقتل 370 راكبًا وتصيب 65 في الرقاع الغربية بصعيد مصر.
- 1433 هـ - السودان يتهم إسرائيل بقصف مصنع للأسلحة في العاصمة الخرطوم باستخدام أربع طائرات عسكرية، وهو ما تسبب في مقتل مواطنيْن وإصابة ثالث بجروح خطيرة.
- 1441 هـ - إدانة رئيس الوزراء الماليزي السابق نجيب عبد الرزاق في جميع التهم السبعة الموجهة إليه خلال المحاكمة الأولى بخصوص فضيحة صندوق وان إم دي بي السيادي.
- 1442 هـ - الأهلي المصري يُتوّج بدوري أبطال أفريقيا للمرة العاشرة في تاريخه، بعد تغلبه على كايزر تشيفز بنتيجة 3-0.

## مواليد
- 1335 هـ - عدنان مردم بك، محامي وكاتب مسرحي وشاعر سوري.
- 1352 هـ - عادل هيكل، لاعب كرة قدم وممثل مصري.
- 1363 هـ - نسيب لحود، سياسي لبناني.
- 1365 هـ - سامي العدل، ممثل ومخرج مصري.
- 1377 هـ - سيريك أحمدوف، وزير دفاعٍ ورئيس وزراء كازاخيٍّ سابقٍ.
- 1394 هـ - حسن البلام، ممثل كويتي.
- 1398 هـ - علي كريمي، لاعب كرة قدم إيراني.
- 1399 هـ - في الشرقاوي، ممثلة ومذيعة وشاعرة بحرينية.
- 1402 هـ - حسين المهدي، ممثل كويتي.

## وفيات
- 60 هـ - مسلم بن عقيل، ابن عم الحسين بن علي وسفيره إلى الكوفة.
- 169 هـ - الحسين بن علي الفخي، من أحفاد الحسن المجتبى وصاحب ثورة فخ.
- 489 هـ - عبد الملك بن سراج، عالم مسلم ولغوي أندلسي.
- 538 هـ - محمود بن عمر الزمخشري، أحد أعلام المعتزلة.
- 1279 هـ - عبد الغني آل جميل، فقيه وعالم وخطاط وشاعر وسياسي عراقي.
- 1391 هـ - خالد بن محمد القاسمي، حاكم إمارة الشارقة.
- 1402 هـ - أحمد حسين، سياسي مصري.
- 1404 هـ - عبد اللطيف الملوحي، شاعر سوري.
- 1412 هـ - فرج فودة، كاتب ومفكر مصري.
- 1431 هـ - يوسف درويش، ممثل كويتي.

## مناسبات
- يوم التروية، أحد أيام الحج.

## وصلات خارجية
- موقع قصة الإسلام: حدث في شهر ذو الحجَّة.